# Nabil Swelim
Nabil Muhamed Abdel Swelim (arabisch نبيل ﺳﻮﻳﻠﻢ Nabīl Swēlim; * 1930; † 2015) war ein ägyptischer Ägyptologe.

## Leben und Werk
Nabil Swelim schlug zuerst eine Laufbahn als Offizier bei der Ägyptischen Marine ein. Er studierte zunächst an der Naval Academy Alexandria mit dem Abschluss Bachelor of Science (1952), danach am Naval Institute Ismajil in der Sowjetunion mit dem Abschluss Master of Science (1963), am Commanding and Staff Officers College Cairo als Master of Arts (1973) und an der Loránd-Eötvös-Universität in Budapest als Philosophiae Doctor (1981). Als er in Ruhestand ging, hatte er den Rang eines Konteradmirals erreicht.
Seither widmete er sich seinem Hobby, der Archäologie. Insbesondere beschäftigte er sich mit Pyramiden. Zusammen mit Günter Dreyer leitete er 1980/81 die Untersuchungen an der Pyramide von Sinki. 1985/86 führte er die erste systematische Grabung an der Lepsius-I-Pyramide durch.
Umstritten ist sein Urteil über die Pyramiden von Visoko. Er stufte sie 2007 nach einer ausführlichen Untersuchung als pyramidenartige Bauwerke ein, was jedoch von den meisten Experten abgelehnt wird.
Er war der Vater des Kunsthistorikers Tarek Swelim.

## Schriften
- Some Problems on the History of the Third Dynasty. In: Archaeological and Historical Studies. Band 7. The Archaeological Society of Alexandria, Alexandria 1983.
- The Brick Pyramid at Abu Rawash, Number '1' by Lepsius. Alexandria 1987.
- Alexandrian Studies in Memoriam Daoud Abdu Daoud. In: Boletín del Seminario de Estudios de Arte y Arqueología. [BSAA] Band 45, 1993.
- The Pyramid Hills: Visocica and Pljesevica Hrasce, Observations, and Analyses. Sarajevo 2007.
- 7 Layer Monuments of the Early Old Kingdom Forthcoming.
- Pyramids of the Third to the Thirteenth Dynasty, Analyses, Catalogues and Developments. 4 Bände in Vorbereitung